# مايلز لان
مايلز لان (بالإنجليزية: Myles Lane)‏ هو لاعب هوكي الجليد ومحامي أمريكي، ولد في 2 أكتوبر 1903 في ميلروز في الولايات المتحدة، وتوفي في 6 أغسطس 1987 في مانهاتن في الولايات المتحدة.

## وصلات خارجية
- مايلز لان على موقع دوري الهوكي الوطني (الإنجليزية)
- مايلز لان على موقع قاعة مشاهير الهوكي (لاعب أن.إتش.أل) (الإنجليزية)
- مايلز لان على موقع EliteProspects.com (الإنجليزية)
- مايلز لان على موقع HockeyDB.com (الإنجليزية)
- مايلز لان على موقع Hockey-Reference.com (الإنجليزية)